# Geranium baschkyzylsaicum
Geranium baschkyzylsaicum là một loài thực vật có hoa trong họ Mỏ hạc. Loài này được Nabiev mô tả khoa học đầu tiên năm 1982.